# Minuartia pusilla
Minuartia pusilla är en nejlikväxtart som först beskrevs av S. Wats., och fick sitt nu gällande namn av Johannes Mattfeld. Minuartia pusilla ingår i släktet nörlar, och familjen nejlikväxter. Inga underarter finns listade i Catalogue of Life.